# Die Zeit, die wir teilen
Die Zeit, die wir teilen (Originaltitel À propos de Joan, internationaler englischsprachiger Titel About Joan) ist ein Filmdrama von Laurent Larivière, das im Februar 2022 im Rahmen der Filmfestspiele in Berlin seine Premiere feierte und Anfang September 2022 in die deutschen Kinos kam.

## Handlung
Die erfolgreiche Verlegerin Joan Verra lebte bis Anfang der 1980er Jahre mit ihren Eltern in Irland. Als junge Frau lernte sie dort den Taschendieb Doug kennen, sie verliebten sich ineinander und gingen bald gemeinsam auf Diebestour, bis sie eines Tages von der Polizei verhaftet wurden. Es war das Ende ihrer kleinen Romanze. Doug kam wieder mit seiner früheren Freundin Virginia zusammen, und bald hatten die beiden ein Kind. Joan selbst kehrte mit ihren Eltern nach Frankreich zurück.
Viele Jahre später wird Joan in den Straßen von Paris von einem Mann verfolgt. Er gibt sich ihr als Doug zu erkennen und ist in die Stadt gekommen, um seine Tochter zu treffen. Joan erzählt ihm, dass auch sie ein Kind habe, einen Sohn namens Nathan. Joan fährt in ihr Landhaus außerhalb der Stadt. Eines Tages kündigt Nathan, der vor einigen Jahren nach Montreal gezogen ist, überraschend seinen Besuch an. Sie sprechen über ein Buch ihres Klienten Tim Ardenne, mit dem Joan die eine oder andere schwierige berufliche Situation erleben musste. Als Kind hatte Nathan die Tagebücher seiner Mutter gelesen und erfahren, dass Doug sein Vater ist. Als Joan wach wird, findet sie Nathan nicht in seinem Bett. Nach einigen Stunden der Sorge kommt er zurück. Er habe wegen eines Jetlags nicht schlafen können und sei daher in aller Frühe ins Dorf zum Einkaufen gegangen.
Nach einem Anruf, bei dem man sie bittet, eine alte Wohnung in Paris auszuräumen, in der ihre kürzlich verstorbene Mutter lebte, erfährt Joan, dass diese 15 Jahre lang in Paris lebte, ohne dass sie davon wusste. Gemeinsam mit Nathan und Tim begibt sie sich in deren kleine Wohnung in der Stadt. In einem Abschiedsbrief erfährt sie, dass ihre Mutter sie immer liebte, auch wenn es nicht so schien. Als sie jung war, brannte Madeleine mit ihrem Karatetrainer durch, verließ ihre Familie und zog mit ihm nach Japan. Sie hinterließ ihnen jedoch das erfolgreiche Verlagsunternehmen ihres Vaters.
Der Tod ihrer Mutter ist aber nicht der erste Verlust, den Joan hinnehmen musste. Nathan, der sie in dieser schweren Zeit begleitet und dies auch in anderen Situationen in ihrem Leben getan hat, starb im Alter von sechs Jahren. Sie hatte Doug nichts von ihm erzählt, auch nicht von seinem Tod. Eines Tages war Nathan jedoch plötzlich wieder da, zumindest sein Geist, und wurde in dieser Gestalt älter und älter. Joan erklärt ihm, sie könne ihr Leben nun alleine meistern und er solle gehen. Nathan verschwindet daraufhin wortlos im Dunkel der Nacht.
Joan will das Landhaus verkaufen, in das sie sich verkrochen hat und in dem sie meist völlig allein die Tage verbrachte, um die Vergangenheit endlich hinter sich lassen.

## Produktion

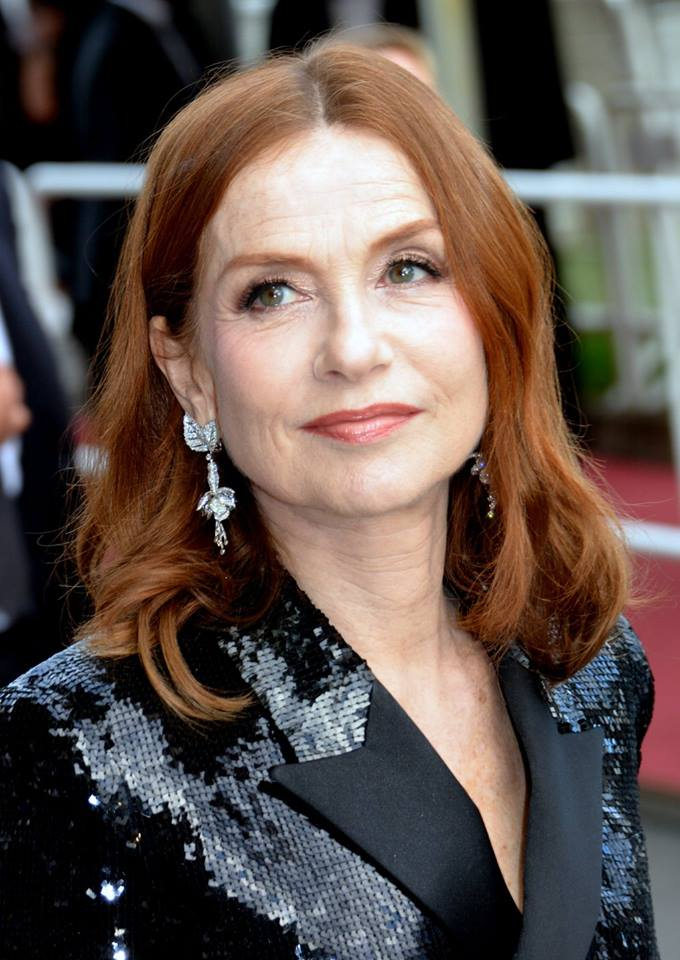
Isabelle Huppert spielt in der Titelrolle Joan Verra

Regie führte Laurent Larivière, der gemeinsam mit François Decodts auch das Drehbuch schrieb. Es handelt sich nach Je suis un soldat um Larivières zweiten Spielfilm als Regisseur.
Isabelle Huppert spielt in der Titelrolle Joan Verra, Swann Arlaud ihren Sohn Nathan und der deutsche Schauspieler Lars Eidinger Tim Ardenne. Als junge Frau wird Joan von Freya Mavor gespielt. Éanna Hardwicke spielt den jungen Iren Doug, mit dem sie zusammenkommt, der bei einer späteren Begegnung inzwischen gealtert von Stanley Townsend verkörpert wird. Florence Loiret Caille ist in der Rolle von Joans Mutter Madeleine zu sehen. Nathan wird als Kind von Louis Broust und als Jugendlicher von Dimitri Doré gespielt.
Die Filmmusik komponierte Jérôme Rebotier. Das Soundtrack-Album wurde Mitte September 2022 von Idol als Download veröffentlicht.
Die Weltpremiere erfolgte Mitte Februar 2022 bei den Filmfestspielen in Berlin. Am 1. September 2022 kam der Film in die deutschen Kinos.

## Rezeption
Björn Schneider schreibt in seiner Funktion als Filmkorrespondent der Gilde deutscher Filmkunsttheater, so sehr der Verlust der Mutter Joan als junge Frau traumatisierte, so sehr färbten Madeleines Freigeist, hedonistische Lebensweise und Leidenschaft doch auch auf ihre Tochter ab, was Laurent Larivière mit ungeheurer Sorgfalt und großem Feingefühl herausarbeite: "Insgesamt wählt Larivière eine sehr bedächtige, langsame Erzählweise. Einerseits verleiht dies dem Film mitunter eine gewisse Schwerfälligkeit und phlegmatische Aura. Doch genau diese Langsamkeit und Entschleunigung passt wiederum zu Joans Entschluss, sich völlig aus dem hektischen Treiben der Großstadt zurückzuziehen und ihr Leben Stück um Stück aufzuarbeiten." Die Zeit, die wir teilen sei exakt zugeschnitten auf Isabelle Huppert, die die sanfte, zerbrechliche Seite einer Figur schon lange nicht mehr so zur Schau stellen durfte, so Schneider. Auch Lars Eidinger als Joans Liebhaber präsentiere eine emotionale Tour-de-Force und zeige die physische und affektive Höllenfahrt eines depressiven, hochsensiblen Autors.

## Synchronisation
Die deutsche Synchronisation übernahm die Kölner logoSynchron GmbH. Das Dialogbuch schrieb Roland Hüve, der auch Dialogregie führte.
| Rolle         | Darsteller             | Synchronsprecher        |
| ------------- | ---------------------- | ----------------------- |
| Joan Verra    | Isabelle Huppert       | Christin Marquitan      |
| Martin Doug   | Stanley Townsend       | Thomas Balou Martin     |
| Doug (jung)   | Éanna Hardwicke        | Benedikt Hahn           |
| Hausmeister   | Gilles Nicolas         | Stephan Schleberger     |
| James         | Fabrice Scott          | Sebastian Rüger         |
| Joan (jung)   | Freya Mavor            | Mayke Dähn              |
| Madeleine     | Florence Loiret Caille | Kordula Leiße           |
| Nathan        | Swann Arlaud           | Louis Friedemann Thiele |
| Nathan (jung) | Dimitri Doré           | Tom Raczko              |
| Tim Ardenne   | Lars Eidinger          | Lars Eidinger           |
| Virginia      | Breffni Holahan        | Jenny Laura Bischoff    |